# Pamponerus helveticus
Pamponerus helveticus är en tvåvingeart som först beskrevs av Josef Mik 1864.  Pamponerus helveticus ingår i släktet Pamponerus och familjen rovflugor. Inga underarter finns listade i Catalogue of Life.